# Wispenstein
Wispenstein ist ein südlicher Ortsteil der Stadt Alfeld (Leine) im Landkreis Hildesheim in Niedersachsen.

## Geografie
Wispenstein liegt im Leinebergland östlich des Steinberg westlich dicht an der Leine. Durch das Dorf führt die Kreisstraße 402 von Freden im Süden zum Stadtzentrum Alfeld im Norden. Am östlichen Ortsrand mündet die Wispe in die Leine. Östlich verläuft die Hannöversche Südbahn.

## Geschichte
Die Gründung des Ortes wird auf den Bau einer hölzernen Burg durch die Herren von Steinberg im Jahr 1451 zurückgeführt.
Im Zuge der Gebietsreform in Niedersachsen hat Wispenstein am 1. März 1974 seine Selbständigkeit verloren und ist seitdem ein Ortsteil der Stadt Alfeld (Leine).

## Politik

### Ortsrat
Der gemeinsame Ortsrat von Wispenstein und Imsen setzt sich aus zwei Ratsfrauen und drei Ratsherren folgender Parteien zusammen:
- SPD: 5 Sitze

(Stand: Kommunalwahl 11. September 2016)

### Ortsbürgermeisterin
Die Ortsbürgermeisterin von Wispenstein und Imsen ist Andrea Brodtmann (SPD). Ihr Stellvertreter ist Dominik Denner (SPD).

### Wappen
Der Gemeinde wurde das Ortswappen am 22. Juni 1938 durch den Oberpräsidenten der Provinz Hannover verliehen. Der Landrat aus Alfeld überreichte es am 18. Oktober desselben Jahres.
| Wappen von Wispenstein | Blasonierung: „In Silber vor einem blauen Wellenschrägrechtsbalken ein nach links steigender roter Steinbock mit blauer Zunge.“ |
| Wappen von Wispenstein | Wappenbegründung: Wispenstein war der namengebende Sitz des ältesten Gerichts- und Verwaltungsbezirks der ausgehenden Besitzungen eines der bedeutenden – jetzt ausgestorbenen – Geschlechter Niedersachsens: von Steinberg, das bereits im 12. Jahrhundert reiche Besitzungen im Leinebergland innehatte. In Anlehnung an das von Steinbergsche Wappen (schwarzer steigender Steinbock auf Gold) ist das der Gemeinde Wispenstein gestaltet und erkoren. |

## Persönlichkeiten

### Söhne und Töchter des Ortes
- Gertrud Elisabeth Magdalena von Steinberg (1680–1749), Erbin des Rittergutes Imbshausen, sie behielt die Güter bis zu ihrem Tod (→ Siehe unter: Justus Kipius)

### Personen, die mit dem Ort in Verbindung stehen
- Burghard von Cramm (1874–1936), Rittergutsbesitzer und Hofbeamter, nach dem Tod seines Schwiegervaters wurde er Herr auf Wispenstein

## Verkehr
Östlich von Wispenstein verläuft die Hannöversche Südbahn als Teil der Nord-Süd-Strecke.